# Controle da administração pública
Controle da administração pública orientação e correção que um Poder, órgão ou autoridade exerce sobre a conduta funcional de outro”.
No Brasil, qualquer atuação administrativa está condicionada aos princípios expressos no art. 37 da Constituição brasileira. O controle da administração pública é regulamentado através de diversos atos normativos, que trazem regras, modalidades e instrumentos para a organização desse controle.

## Classificação das formas de controle
Conforme a origem
- Controle interno: é aquele exercido pela entidade ou órgão que é o responsável pela atividade controlada, no âmbito de sua própria estrutura nos atos de seus subalternos, sendo, por isso, responsável por todos os atos praticados em seu setor por servidores sob seu comando.[3]
- Controle externo: é o que se realiza por órgão estranho à Administração responsável pelo ato controlado.[1]
- Controle externo popular: refere-se à existência de mecanismos que possibilitem a verificação da regularidade da atuação da administração por parte dos administrados, impedindo a prática de atos ilegítimos, lesivos tanto ao indivíduo como à coletividade.[2]

Conforme o momento do exercício
- Controle prévio ou preventivo (a priori): é exercido antes do início ou da conclusão do ato administrativo, sendo um requisito para sua eficácia e validade.[2]
- Controle concomitante: é exercido durante o ato, acompanhando a sua realização, com o intento de verificar a regularidade de sua formação.[2]
- Controle subsequente ou corretivo (a posteriori): é exercido após a conclusão do ato, tendo como intenção, corrigir eventuais defeitos, declarar sua nulidade ou dar-lhe eficácia, a exemplo da homologação na licitação.[3] O controle judicial dos atos administrativos, por via de regra é um controle subsequente.[4]

Quanto ao aspecto controlado
- Controle de legalidade ou legitimidade: é o que objetiva verificar unicamente a conformação do ato ou do procedimento administrativo com as normas legais que o regem.[1]
- Controle de mérito: tem como objetivo a verificação da eficiência, da oportunidade, da conveniência e do resultado do ato controlado.[2]

Quanto à amplitude
- Controle hierárquico: é aquele que resulta automaticamente do escalonamento vertical dos órgãos do Poder Executivo, em que os inferiores estão subordinados aos superiores.[1]
- Controle finalístico: é o controle exercido pela Administração direta sobre as pessoas jurídicas integrantes da Administração indireta.[2]

## Controle judicial da administração pública
O controle judiciário ou judicial é o exercido pelos órgãos do Poder Judiciário sobre os atos administrativos exercidos pelos Poderes Executivo, Legislativo e do próprio Judiciário – quando este realiza atividade administrativa, sendo exercido, por via de regra, posteriormente.
Os atos administrativos podem ser anulados mediante o exercício do controle judicial, mas nunca revogados. A anulação ocorrerá nos casos em que a ilegalidade for constatada no ato administrativo, podendo a anulação ser feita pela própria Administração pública ou pelo Poder Judiciário, e terá efeitos retroativos, desfazendo as relações resultantes do ato. Entretanto, a regra de o ato nulo não gerar efeitos há que ser excepcionada para com os terceiros de boa-fé que tenham sido atingidos pelos efeitos do ato anulado. Em relação a esses, em face da presunção de legitimidade que norteia toda a atividade administrativa, devem ser preservados os efeitos já produzidos na vigência do ato posteriormente anulado.
O controle judicial da administração pública pode ser feito pelos seguintes meios:
- Habeas corpus;
- Habeas data;
- Mandado de segurança individual;
- Mandado de segurança coletivo;
- Ação popular;
- Ação civil pública.